# Kozák–lengyel háború (1648–54)
A kozák–lengyel háború a Rzeczpospolita és a kozákság, valamint a krími tatárok között zajlott 1648–1654 között. A Bohdan Hmelnickij nevével fémjelzett felkelés néhány hónap alatt pusztító háborúvá terebélyesedett, amelynek végére egész Kelet-Közép-Európa hatalmi rendszere átrendeződött.

## Előzmények
Az eltérő értelmezések ellenére a történészek nagy része a felkelés kirobbanását társadalmi, gazdasági, vallási és kulturális feszültségekkel együttesen magyarázza. Az ukrán parasztság túlzott kötelezettségei, a kozákokkal szembeni bánásmód a lengyel tisztek részéről, a rutén földek ortodoxainak ellenérzése a katolicizmus erőszakos terjesztésével szemben, illetve a kormányzat hozzáállása az ortodox egyházhoz és a ruténok tartózkodása a Ruszon belüli lengyel dominancia ellen; mind szerves részét képezték a kozák autonómtörekvések kibontakozásának.

### Vallási kérdések
Az ukrán ortodox egyház a 15–16. században bírta a litván nagyfejedelem és a lengyel király támogatását, olyannyira, hogy 1492-ben Sándor nagyfejedelem egy kiváltságlevélben az ortodox nemeseknek ugyanazokat a jogokat biztosította, amellyel a katolikus lengyel szlachta rendelkezett. II. Zsigmond Ágost lengyel király tovább bővítette jogaikat, köszönhetően a reformáció térnyerésének és a belső nyugalom megteremtésére irányuló kísérleteknek. Teljes vallási egyenlőségről azonban továbbra sem lehet szó, hiszen a kijevi metropolita és püspökei ezután sem kaptak helyet a Szenátusban.
A világiak egyre növekvő befolyása az egyházi ügyekbe – valamint a kegyúri jog térnyerése – a 16. századra oda vezetett, hogy az ortodox egyházi vezetők egy csoportja – engedve a katolikusok nyomásának – arra jutott, hogy elfogadja a vallási uniót. Ezek az ortodox püspökök 1590-től az egység létrehozásán munkálkodtak, ugyanis ettől a katolikus klérussal való egyenjogúságot várták. A lengyelek a vallási egység megvalósulásától az ukránok gyorsabb asszimilálódását remélték.
Az unió létrejöttére végül 1596 októberében a breszti uniós zsinat alkalmával került sor. Még ugyanebben az évben az ortodoxiát megszűntnek nyilvánították a Rzeczpospolita területén. A vallási unió és a ortodoxia megszűnése tovább erősítette a kozákok szembenállását a lengyel kormányzattal, jogaiknak helyreállítása mellett most már az ortodoxia védelmét is magukra vállalták. Az ortodox metropolita Iov Boreckij szerint a Zaporozsjei Had kozákjai „a dicsőséges Rusz leszármazottai, akik oly sokat tettek az alávetett és üldözött ortodox keresztényekért, mint a világon senki más”.
A vallási ellentétek tehát az unió létrejöttével nem szűntek meg, sőt tovább mélyültek. Az ortodox és katolikus mellett harmadikként létrejött unitus egyház tagjai az ortodoxok szemében árulónak tűntek, míg a katolikusok nem ismerték el őket magukkal egyenrangúnak, sem azonos privilégiumokat, sem azonos megbecsülést nem tudtak kieszközölni.
1620-ra az ellenmetropolitának sikerült a görögkeleti egyház hierarchiáját visszaállítania és megszereznie a korábbi javak fölötti rendelkezését, legitimációját azonban nem tudta Varsónál elérni. A vallási ellentétek mérséklésére III. Zsigmond hivatalosan is visszaállította az ortodoxok szabad vallásgyakorlatát (1632-es Ortodox Diploma).
A jogaik visszaállítása után az egyházi vezetők a Kijevi Patriarchátus felállításán munkálkodtak, amely a Moszkvai Patriarchátus vetélytársává válhatna. Erre azonban nem mutatkozott reális esély, így az önálló ukrán patriarchátus megteremtésére irányuló kísérletek sorra kudarcba fulladtak.

### Társadalmi problémák
A társadalmi feszültségek kiéleződésének oka a kozákság sajátos társadalmi helyzetében gyökerezett. A kozákok a parasztság és a nemesség között egy közbenső réteget alkottak. Megjelenésük a 15. század második felére tehető, kiformálódásuk a Dnyeper és a Don folyók vidékén ment végbe, majd létrehozták saját „harci államukat”. Az első ilyen államnak az 1552-ben Dmitro Visneveckij által létrehozott szics tekinthető, amely a Kis-Hortica szigeten alakult meg. 1580-ig de iure nem beszélhetünk róluk társadalmi csoportként, csupán egy különleges foglalkozásnak tekintették a kozák létet.
A megoldást II. Zsigmond Ágost 1572-es rendelkezése jelentette ideiglenesen, 300 kozákot vettek állami lajstromba, amelynek köszönhetően létrejött de iure is a kozákság társadalmi rétege. A regiszterbe felvett kozákok kikerültek a sztaroszták uralma alól, és közvetlenül a lengyel koronahetmannak lettek alárendelve, valamint jelentős privilégiumokat kaptak, úgymint egyházi és földesúri terhek alóli mentesség, önkormányzati jog.
A szlachta részéről korábban is létező ellenszenv tovább erősödött, egyrészről féltek jobbágyaik elvesztésétől, másrészt tartottak attól, hogy a kozákok túl erős fegyvert jelentenek az uralkodó kezében előjogaik megcsorbítására.
A szicskozákok szintén problémaforrást jelentettek. Öntudatra ébredésük következtében regisztrált társaik jogállását igyekeztek elérni, amelynek 1638-ig több felkelés keretében is hangot adtak.
Az 1590-1596 közötti kozák megmozdulások hatására az 1596-os szejm a haza ellenségének nyilvánította a kozákokat. Ez az állapot azonban nem volt sokáig fenntartható, a lengyeleknek ugyanis szükségük volt a külső ellenségeikkel szemben a kozákok haderejére. Az 1610-es évek közepén-végén közeledtek leginkább egymáshoz a két fél követelései. A kozákok állandó portyái, rajtaütései a szomszédos államok – elsősorban a Porta és Havasalföld – területeire veszélyeztették a Rzeczpospolita békéjét az érintett államokkal.

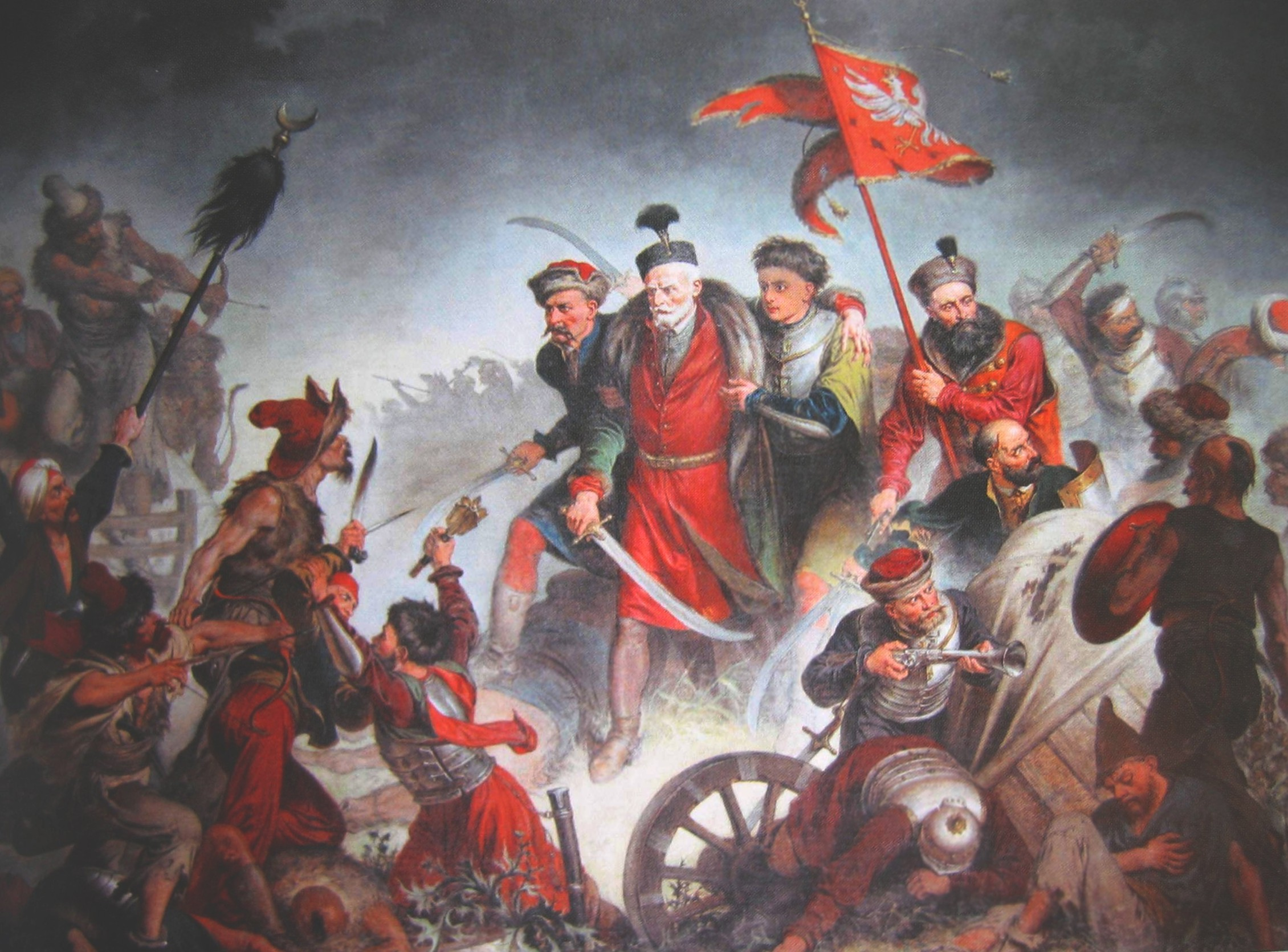
Żółkiewski elesik a cecorai csatában.Walery Eljasz Radzikowski festménye.

A rendezési szándék jelentős állomását az 1617. évi szerződések aláírása jelentette, amelyben elévülhetetlen érdemeket szerzett lengyel részről Stanisław Żółkiewski koronahetman, kozák részről Konasevics-Szahajdacsnij hetman. Szeptember 23-án a lengyelek és a törökök a busai egyezség során megállapodtak abban, hogy mindkét fél beszünteti a határ menti betöréseket és portyákat. Október 28-án a kozák és lengyel fél kötötte meg egyezményét, mely során III. Zsigmond ígéretet tett arra vonatkozólag, hogy nem korlátozza a zaporozsjei sereg létszámát, de állami szolgálatba csupán ezer főt állít.

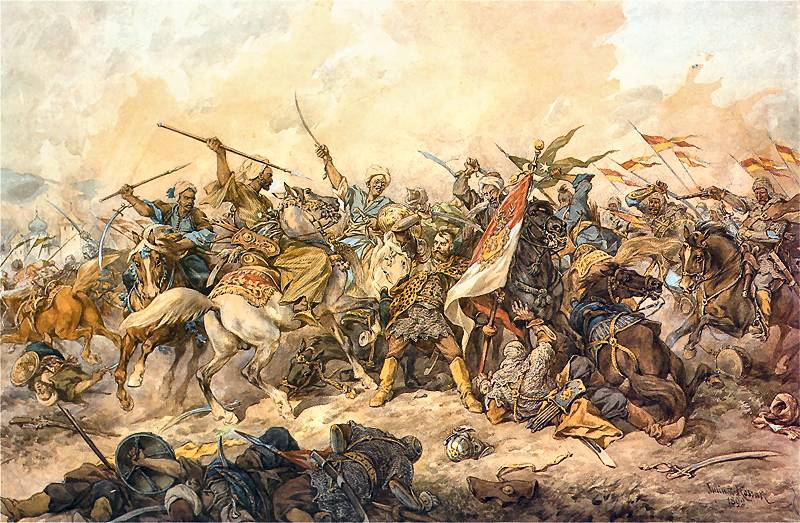
Kotyini csata

Jelentős fordulatot hozott az 1620. év. A kozákok egyre nyilvánvalóbban látták, hogy a lengyel részről nem számíthatnak számottevő javulásra, ezért az oroszok szövetségét keresték. A kozákok támogatásának hiányában a lengyel sereg a cecorai ütközetben súlyos vereséget szenvedett a törököktől. Egy évvel később a kotyini csatában a Szahajdacsnij vezette kozákok támogatásával sikerült az oszmán sereget megállítani.
A lengyelek számára egyre elfogadhatatlanabbá vált a kozákok állam az államban elképzelése önmagukról. A lengyel király az eddigieknél keményebb fellépés mellett határozott a kozákok ellen, és 1625-ben Stanisław Koniecpolski vezetésével egy 8000 fős sereget indított a kozákok megregulázására.
Hosszúra nyúlt tárgyalások után az év november 6-án aláírták Kurukovó-tó mellett az egyezményt, amely 6000 főben állapította meg a lajstromba vett kozákok számát. A hetman – akit a kozákok választhattak, de a király hagyott jóvá – rendelkezhetett a területén élők fölött, és végeredményben – a szoros lengyel ellenőrzés ellenére – a lajstromozott kozákok bebiztosították az önrendelkezési jogukat, tulajdonképpeni de facto autonóm állapotot élveztek.
Az 1630-as évek végére a lajstromba vett kozákok egy részétől is egyre nyilvánvalóbbá vált az elégedetlenség, amelynek oka egyrészt a zsoldfizetések rendszeres elmaradása volt, másrészt a lengyel csapatok bevonulása az egyik jelentős központba, Korszunyba. Ez utóbbit a kozákok autonómiájuk megsértésének tekintették. Az elégedetlenség odáig vezetett, hogy a lajstromozottak egy része is hajlott a szicskozákok felkeléseihez való csatlakozásra.
Ennek első példája az 1637-ben Pavlo Pavljuk által kirobbantott felkelés volt, amelyhez csatlakoztak a csihirini, perejaszlavi, kijevi és braclavi lajstromozott ezredek kozákjai. A sorozatos vereségek hatására azonban a regisztráltak egy része elpártolt a felkelőktől, akik így jelentősen meggyengülve, döntő vereséget szenvedtek 1637 decemberében a Csihirin melletti Kumejkinél. A regiszterbe vett kozákok számára az átpártolás ellenére is katasztrofálisnak bizonyult a felkelésben való részvétel, hetmanjuk helyébe lengyel biztost állítottak, a résztvevők pedig kikerültek a regiszterből.
A győzelem után a lengyelek az eddigieknél is kisebb hajlandóságot mutattak az egyezkedésre, a lajstromozott kozákok részvétele a felkelésben alapot szolgáltatott a szejmnek az 1638-as „Zaporozsjei Kozák Had Ordinációja” nevezetű rendelet kiadására. A rendelet értelmében a kozákok létszáma 6000 főben lett megállapítva, a lajstromozott kozákok is elveszítették önrendelkezési jogukat. Saját választott vezetőjük, a hetman tisztségét eltörölték, helyette a lengyel király által kijelölt lengyel nemesi származású komisszár irányítása alá kerültek, az ezredesek és szárnysegédek kinevezése a szlachta hatáskörébe tartozott ezentúl. Tartózkodásuk szigorú szabályozás alá került, azon kozákokra, akik elhagyták Cserkaszi, Korszuny és Kanyev környékét, halálos ítélet várt. A regiszterbe nem tartozó kozákok lényegében a parasztokkal váltak egyenjogúvá. Mindezen megszorítások ellenére sem sikerült végleg felszámolni a kozák lázongásokat, Osztranyica és Hunya vezetésével újabb felkelések követték egymást, 1638 nyarára azonban sikerült ezeket leverni, így a kozákok kénytelenek voltak beletörődni az Ordináció elfogadásába.

### A személyi tényező: Bohdan Hmelnickij

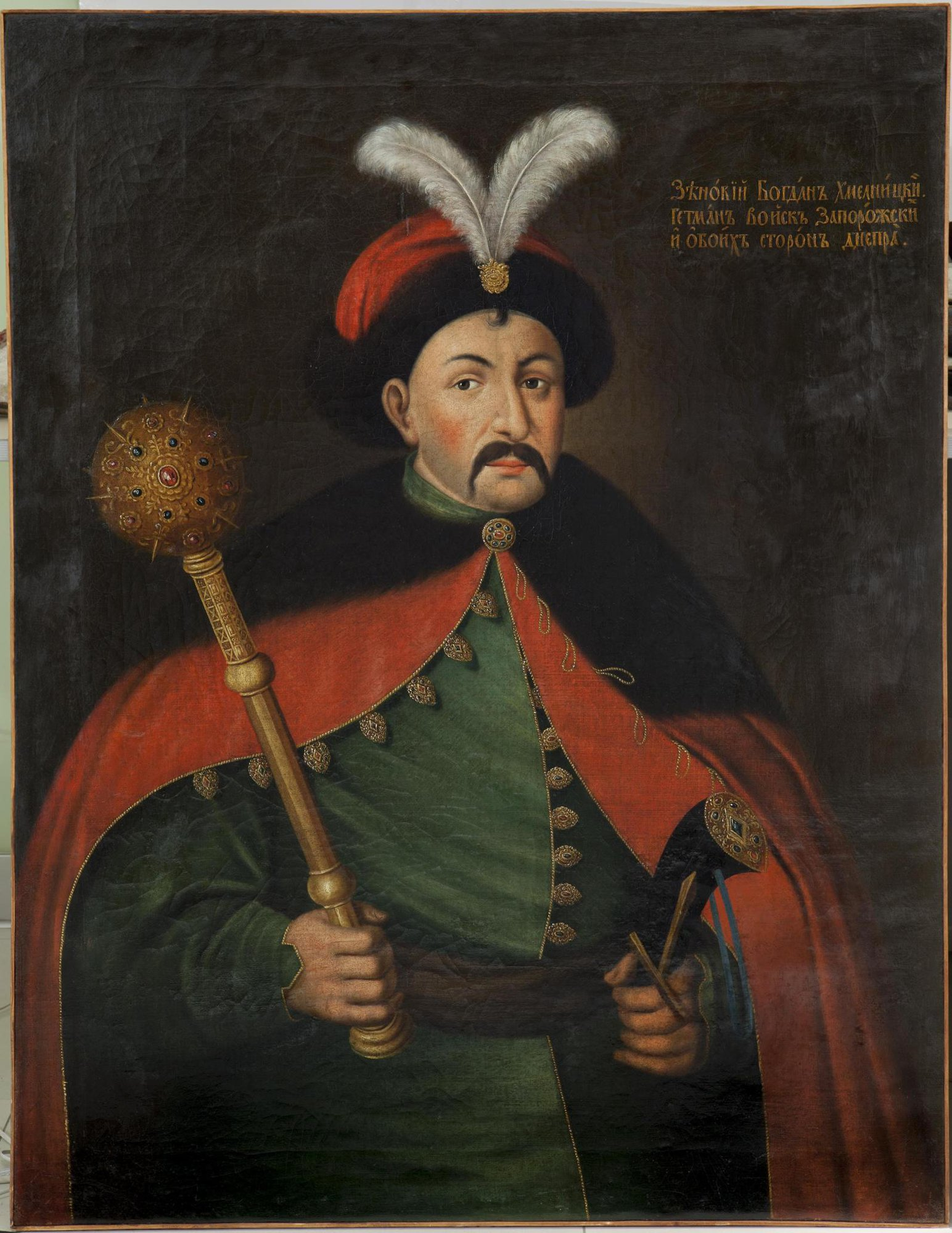
Bohdan Hmelnickij

Bohdan Zinovij Hmelnickij 1595 körül született egy ellengyelesedett ukrán kisnemesi családban, a születési helye bizonytalan. Apja, Mihajlo Hmelnickij a lengyel koronahetman, Stanisław Żółkiewski egyik katonatisztje volt, anyja valószínűsíthetően kozák leszármazott.
Alapfokú tanulmányait ukrán nyelven, a felsőbbeket lengyelül végezte – egyes források alapján – a jaroszlávi, – más források szerint – a łwówi vagy a kijevi jezsuita kollégiumban, valószínűleg 1620 előtt.
Az első katonai akció, amelyben részt vett, az 1620. évi cecorai ütközet volt, ahol elvesztette az apját, ő maga pedig török fogságba került. Fogsága idején sajátította el a török és a tatár nyelvet, valamint ekkora ismerkedett meg behatóbban a török politikával.
A fogságból anyja váltotta ki 1622-ben, életének következő 15 évéről nem rendelkezünk pontos információkkal. Az egyetlen biztos eseménynek tekinthető, hogy az 1620-as években került a lajstromos kozákok közé, és az évtized végén a Csihirin melletti Szubotovóban, apjától örökölt birtokán, telepedett le, feleségével, a perejaszlavi kozák származású Hanna Somkóval. 1637-re a hadseregtitkári tisztségig jutott. Ezt támasztja alá az a tény, hogy a kozák felkelésnek véget vető 1637. december 24-i borovitsiai kapituláció okmányán feltűnik az aláírása.
Hmelnickij a tisztek azon csoportjához tartozott, akik a Szics és Lengyelország közötti megegyezést szorgalmazták, idővel azonban egyértelművé vált, hogy erre nincsen reális esély.
Az 1638. évi Ordináció által megszüntetett hadseregtitkári tisztség hiányában Hmelnickij lefokozódott a csihirini ezred kapitányává. Az év őszén egy delegáció élén Varsóba vonult a korábbi kozák jogok visszaállításának reményében, kísérlete azonban nem hozta meg a várt eredményt.
A következő éveket a csihirini birtokán töltötte egészen 1645-ig. Ebben az évben egy 2000-2500 fős kozák alakulattal részt vett Duinkerke ostromában. Az 1640-es évek végére olyannyira megnőtt hadvezéri presztízse, hogy IV. Ulászló a támogatását kérte az Oszmán Birodalom és a Krími Tatár Kánság, illetve a mágnás oligarchák elleni harcban. Ezzel a lépéssel egyrészt a lengyel-litván állam, másrészt saját hatalmának a megerősítése volt az uralkodó célja. 1646 áprilisában Hmelnickij egyike volt azoknak a követeknek, akikkel a király egyeztette a haditervét, melyben a kozákoktól egy flottilla kiállítását kérte, és cserébe a régi kozák jogok visszaállítását, és a lajstromozott kozákság számának növelését ígérte. Az uralkodó az ígéreteit egy kiváltságlevél formájában írásban is rögzítette, mindezt azonban igyekezett titokban tartani a szejm előtt. Miután az egyezség kitudódott, a szejm megakadályozta a terv végrehajtását, így a kozákoknak tudomásul kellett venniük, hogy jogaik helyreállítása ismételten elmaradt. A kudarc csalódottságot szült a köreikben, egyre inkább érlelődött egy felkelés a lengyel nemesség túlkapásai ellen, valamint a kozák jogok helyreállítása érdekében.
Hmelnickij csatlakozásához az utolsó lökést személyes sérelmek adták. Daniel Czapliński, az újonnan kinevezett csihirini sztaroszta feldúlta Hmelnickij szubotovói birtokát, feleségét elszöktette, és egyik fiát a szeme láttára agyonverette. Törvényes úton nem járt sikerrel, sőt hazatérve 1647 végén Koniecpolski elrendelte letartóztatását és kivégzését, ami elől csak magas rangú pártfogóinak köszönhetően menekült meg.
1647 decemberének végén 300-500 megbízható emberével Zaporozsjéba ment, ahol hamarosan hetmanná választották. A formálódó felkelés látszólag nem sokban különbözött a korábbi, sikertelen kísérletektől: egy bosszúra vágyó kozák tiszt, lengyel főurak által megkárosítva a Szicsbe vonult, ahol meggyőzte a kozákokat, hogy kiálljanak a jogaiért, jogaikért.
Ez az eset annyiban különbözött az előzőektől, hogy Hmelnickij személyében olyan rendkívüli szervező, katonai parancsnok és politikus került a mozgalom élére, aki képes volt egy egész Ukrajna, sőt Kelet-Európa történelmét befolyásoló felkelés levezénylésére.

## Felkelésből háborúba
A Hmelnickij vezette kozák felkelés kirobbanásakor nem a törvényes uralkodó, hanem a lengyel nemesség túlkapásai ellen irányult. Az elsődleges cél kezdetekben tehát nem a teljes lengyel fennhatóság leküzdése volt, hanem a kozák rend felvétele a lengyel nemesi nemzetbe. Az első év nyarára a mozgalomhoz csatlakozott a regisztrált kozákok egy része, az ortodox egyháziak, az ukrán kisnemesek és parasztok, ezzel egy összukrán színezetet öltött a felkelés. De már az elején az addig őssellenségnek számító tatárokat megnyerte szövetségesül - amely olyan konfliktus sorozatot indított be amely kezelhetetlennek bizonyult a Lengyel-Litván Unió számára. A minden évben megegyezéssel záruló, majd kiújuló váltakozó sikerrel folyó hadakozásban az hozta az első nagy fordulatot, amikor Alekszej cár ( 1645-1676) kinyilvánítototta hogy pártfogásba veszi Ukrajnát és megindította sereget a Rzeczpospolita felé. A Rzeczpospolita - ahogy a lakói nevezték többszörös túlerővel nézett szembe, és érzékeny veszteségeket szenvedett, a Svéd támadás pedig az erre következő évben érkezett.

### A harcok kezdetétől a kijevi bevonulásig

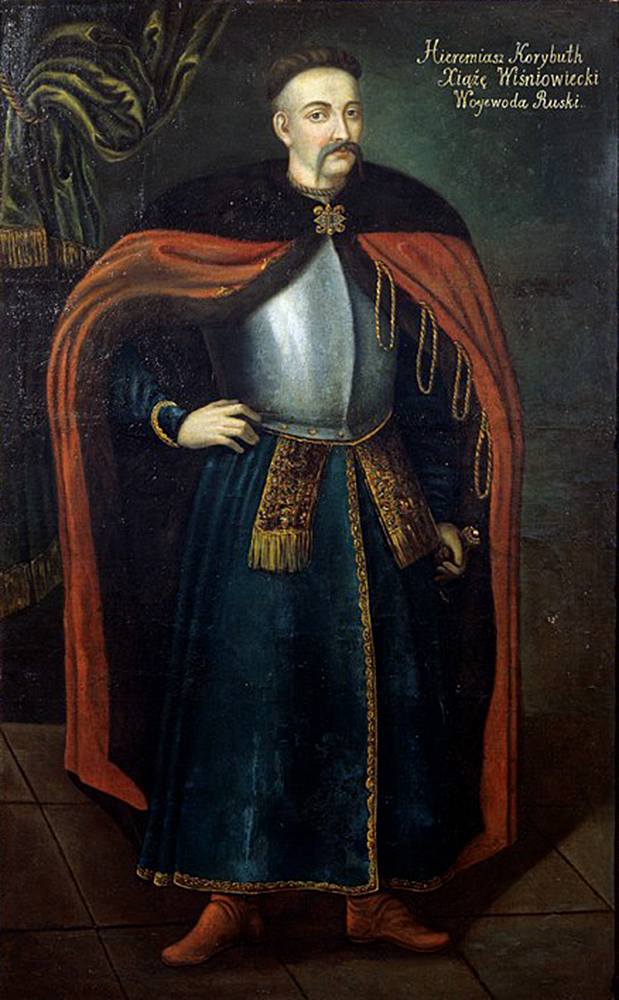
Jeremi Wiśniowiecki Lublin hercegvajdája

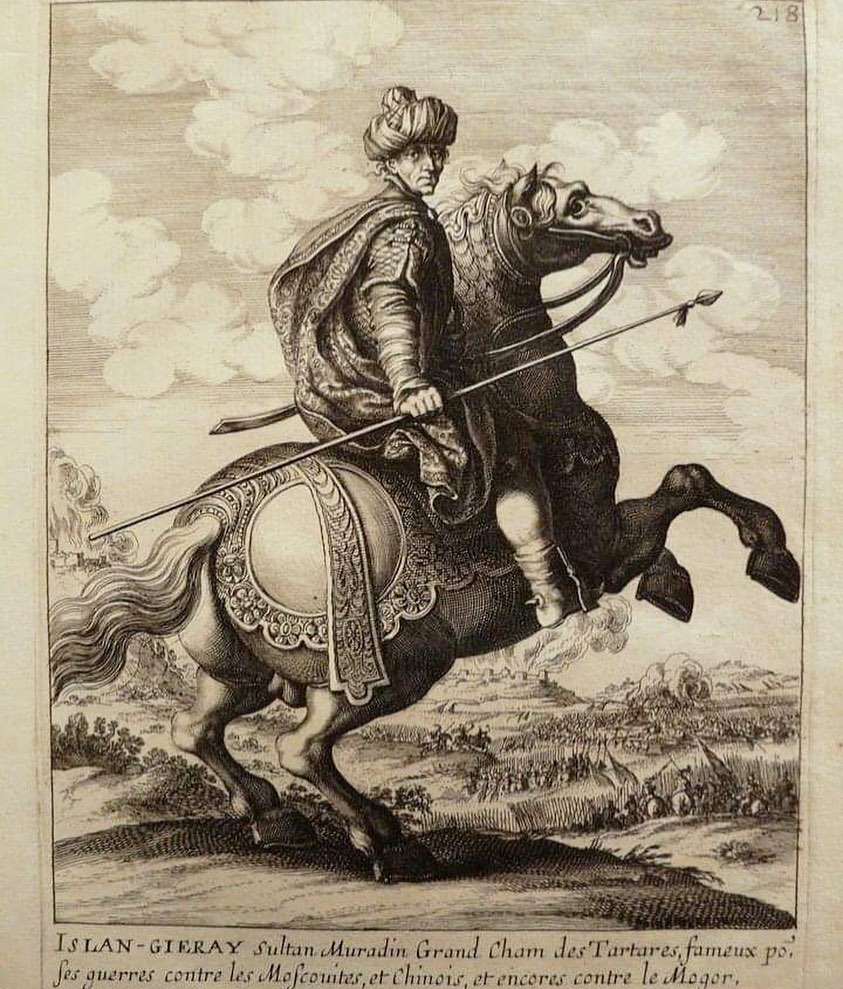
III. Iszlám Giráj krími kán

Hmelnickij hetmanná választása után hozzálátott a felkelés hátterének megteremtéséhez. Hamar szembesült azzal a ténnyel, hogy – bár a kozákok kiváló gyalogsággal rendelkeznek – nem szállhatnak szembe a lengyelekkel megfelelő lovasság hiányában. A hetman váratlan lépésre szánta el magát az esélyek kiegyenlítése céljából. A korábbi ellenséges viszony ellenére 1648 januárjában felvette a kapcsolatot a krími tatárokkal, majd februárban megérkezett a kozák küldöttség Bahcsiszerájba, ahol tárgyalásokat kezdtek III. Iszlám Giráj krími kánnal. A kán 4000 tatárt bocsátott Hmelnickij rendelkezésére, akiknek az élén a kiváló parancsnok Tuhaj-bej állt. Márciusra készen álltak a szicskozákok a felkelés kirobbantására.

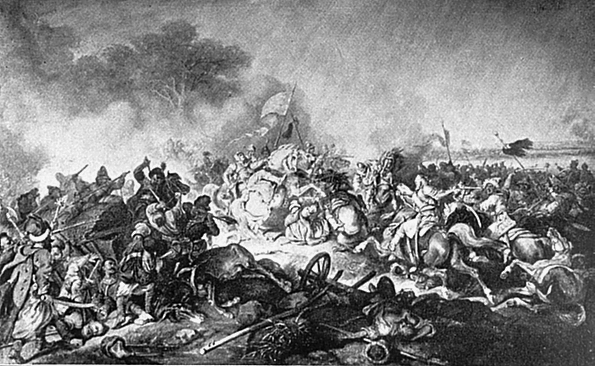
A Zsovtyi Vodi csata (Juliusz Kossak)

1648 áprilisában – miután kitudódott a felkelés terve – a koronahetman, Mikołaj Potocki és Marcin Kalinowski egy 6000 fős lengyel csapatot küldött a kozákok ellen, Stefan Potocki vezetésével. Jeremi Wiśniowiecki erősítését nem várták meg, aminek az oka vagy abban keresendő, hogy a lengyelek alábecsülték az érlelődő felkelés méreteit és intenzitását, vagy pedig abban, hogy mielőbb elejét akarták venni egy egész Ukrajnára kiterjedő felkelésnek.

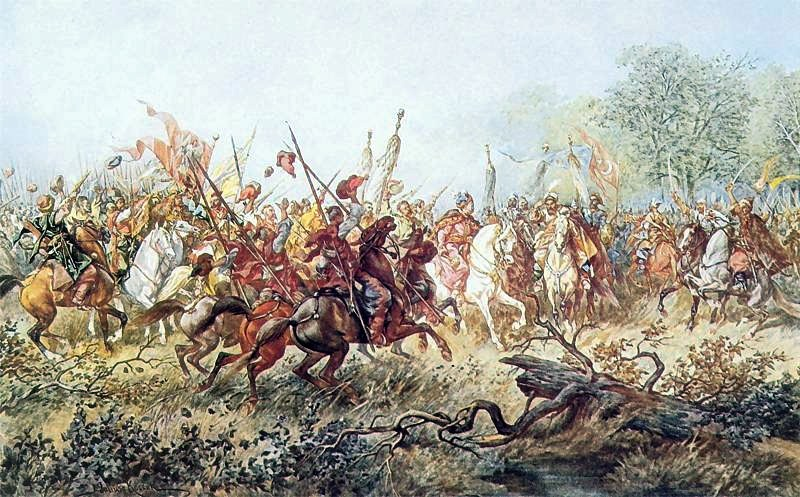
Tuhaj-bej és Bohdan Hmelnickij Korszunynál

A felkelők megelőzték a koronahetmant, és Hmelnickij Potocki ellen vezette csapatait. Április közepén – a Szics közelében – Zsoltije Vodinél ütközött meg a két sereg. A lengyelek 6000 jól képzett katonája állt szemben a nagyobb létszámú (körülbelül 9000 fő), de kevésbé képzett kozák-tatár erőkkel. A harcok megkezdése után a hetmani sereg ukrán származású katonái átpártoltak a kozákokhoz, így az elhúzódó ütközetben, május 6-án a kozákok megsemmisítették a lengyel elővédet.
A vereség hírére a Potocki és Kalinowski vezette 20 ezres fősereg feladta pozícióját Korszunyban, és nehéz terepviszonyok között visszavonult. Május 15-16-án a kozákok csapdába csalták a lengyel erőket, majd a tatárok nélkül is 15 ezer főt számláló kozák sereg megsemmisítette a lengyelek főseregét. A két lengyel parancsnok, 80 nemes, 127 tiszt, 8520 közkatona és 41 ágyú került a kozákok kezébe. Néhány nappal a csata előtt egy újabb csapás érte a Rzeczpospolitát, ugyanis IV. Ulászló király váratlanul meghalt. A lengyelek között pánikhangulat alakult ki, hiszen néhány napon belül elveszítették királyukat, katonai parancsnokaikat és hadseregüket.
1648 nyara mindkét fél részéről a konszolidáció jegyében telt. A Belaja Cerkov mellett állomásozó Hmelnickij elsődleges feladatának azt tekintette, hogy nagy számú követőiből egy szervezett, fegyelmezett hadsereget állítson ki. Magját 16 ezred adta, melyek mindegyike élén egy-egy harcedzett, a hetmanhoz lojális kozák parancsnok állt, mint például Filon Dzsalalij, Makszim Nesztorenko, Ivan Hiria, Danyilo Nyecsaj, Ivan Bohun, Vaszilij Zolotarenko, Martin Nebaba, és Wiśniowiecki legvérmesebb ellensége, Makszim Krivonosz. Az elsősorban török és román önkéntesek folyamatos áramlásának köszönhetően újabb és újabb egységek jöttek létre, és a nyár végére az ukrán erők létszáma 80 és 100 ezer fősre volt tehető, ebből azonban csak 40 ezer volt tekinthető tapasztalt kozák harcosnak.
Adam Kisiel braclavi vajda a szenátoroknál igyekezett elérni, hogy tegyenek meg mindent Hmelnickij elszigetelésének érdekében. Javasolta, hogy küldjenek követeket a Portára a krími tatár vazallusok visszahívása céljából, és újítsák meg az oroszokkal kötött 1634-es poljanovói békét. A lázadás elfojtására – véleménye szerint – a legjobb megoldás a külföldi zsoldosok bevonása volna. Időnyerés céljából tárgyalásokra, engedményekre is hajlott Kisiel. Vele szembe helyezkedett a háborúpárti csoport, Krzysztof Tyszkiewicz kijevi vajda és Jeremi Wiśniowiecki vezetésével. Tyszkiewicz semmiféle tárgyalásba nem kívánt belemenni, ugyanis véleménye szerint „minél tovább tárgyalgatnak, annál hamarabb elpusztulnak”. Átmenetileg – a gnieznói érsek, Maciej Lubienski és a kancellár, Jerzy Ossoliński támogatását élvezve – a kisieli álláspont kerekedett felül.
Hmelnickij kedvezően fogadta Kisiel tárgyalókészségét, ugyanis ekkor még ő is hitt abban, hogy a kozák kérdés békés eszközökkel is megoldható. A tárgyalások váltott helyszíneken zajlottak, Lengyelország és Ukrajna területén, érdemi eredménnyel azonban nem szolgáltak.
A lengyelek számára a legégetőbb kérdés jelenleg azonban a királyválasztás volt. A két legesélyesebb jelöltként az elhunyt uralkodó két öccse, János Kázmér és Károly Ferdinánd jött szóba. Mellettük harmadikként I. Rákóczi Györgyöt tekinthetjük olyan uralkodónak, aki reális esélyekkel indult a lengyel trónért folytatott küzdelemben.

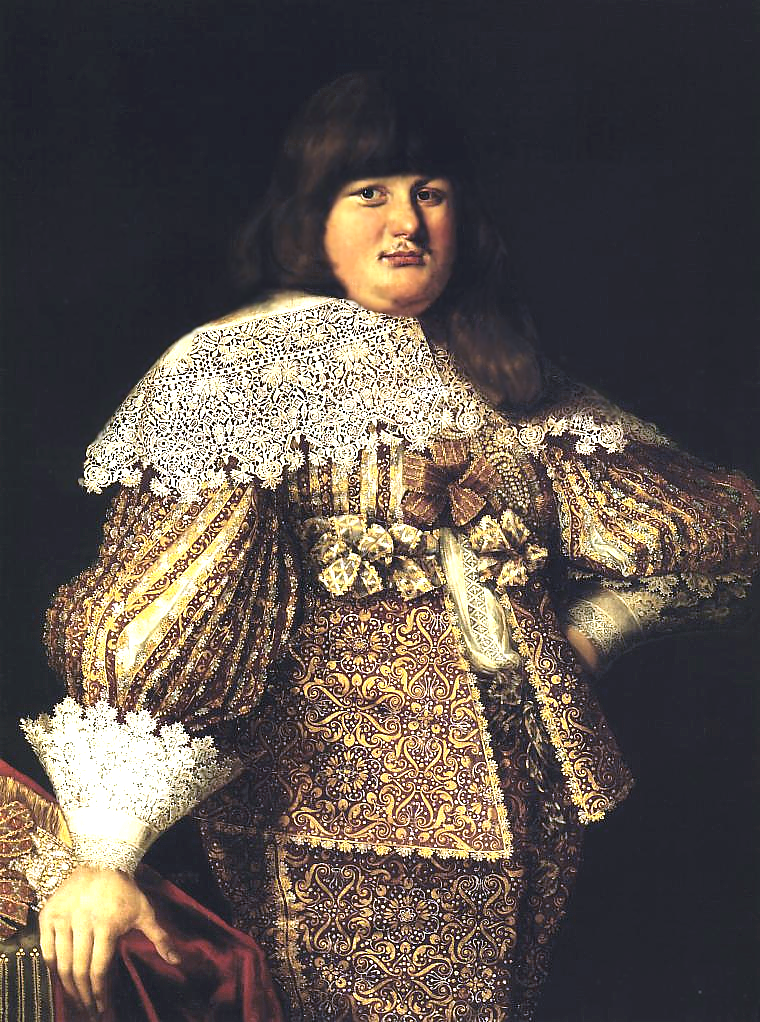
Wladysław Dominik Zasławski

1648 nyarának végén a lengyel kormányzat egy újabb, jól felszerelt sereget küldött a kozákok ellen, amely a 32 ezer fős lengyel katona mellett 8000 német zsoldossal egészült ki. A lengyel sereg élén 3 lengyel oligarcha állt, a hanyag, luxuskedvelő Wladysław Dominik Zasławski, a művelt, nagy tudású Mikołaj Ostroróg és a 19 éves Aleksander Koniecpolski. A Piljavka folyónál 1648. szeptember 23-án lezajlott hatalmas csatában (100 ezer török és román zsoldosoktól, ill. önkéntesektől is erősített kozák-tatár sereg állt szemben közel ugyanekkora létszámú lengyellel) a Rzeczpospolita szégyenteljes vereséget szenvedett. A vereség legfőbb okának Zasławski gyáva, áruló magatartását tartották, aki elsőként futott el a csatatérről. Ahogy terjedt a hír a seregben, úgy hagyták el a csatateret a katonák is. A kozákok rengeteg fegyvert, 80 ágyút és élelmet zsákmányoltak. Egy résztvevő mérlege szerint: „Veszteségünk több, mint 7 millió, de a szégyen ezer millió, mert jó irányítással, istenfélő parancsnokokkal szerencsés győzelem születhetett volna”.

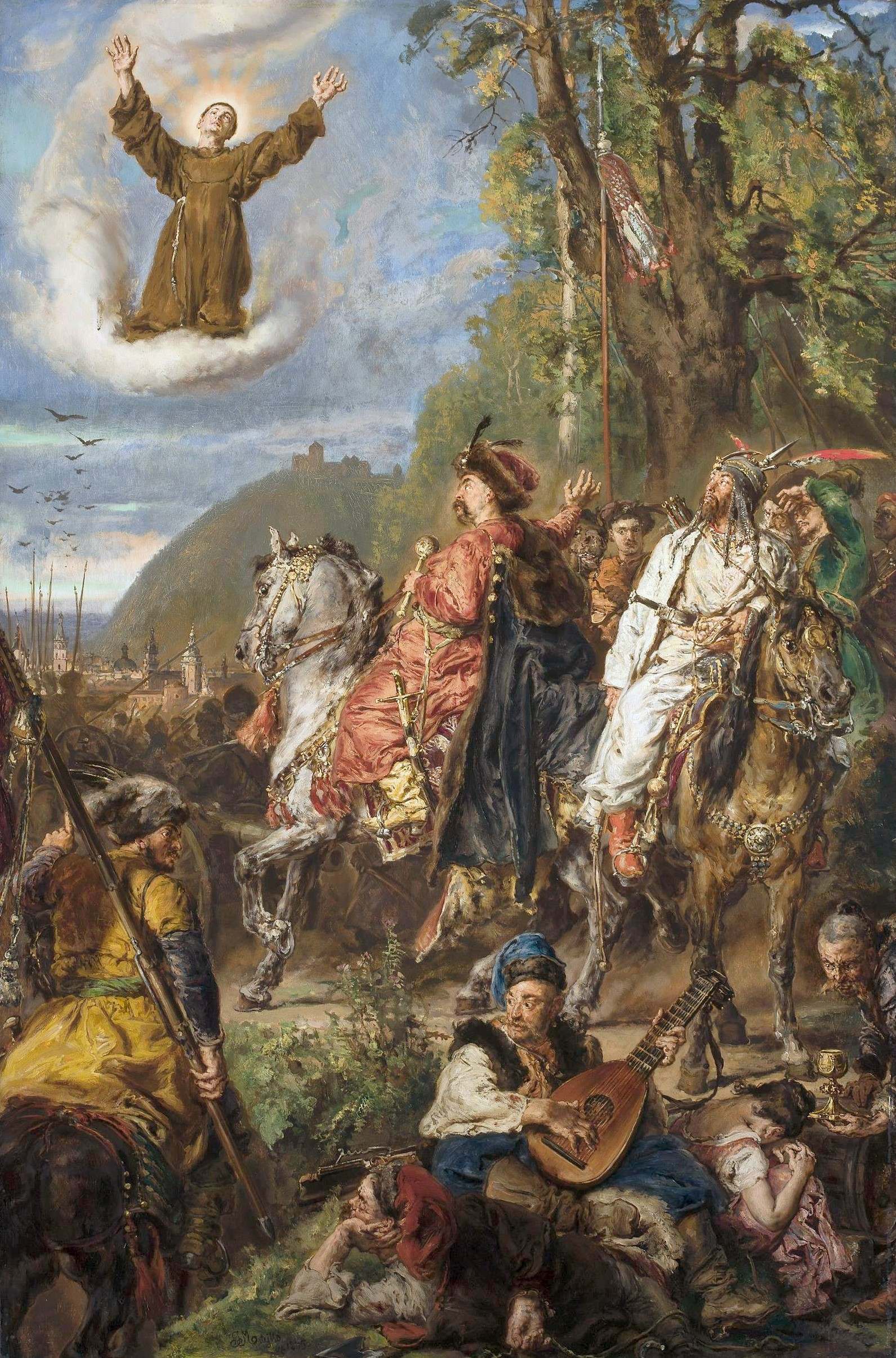
Bohdan Hmelnickij és Tuhaj-bej Lwównál (Jan Matejko)

A piljavkai csata után a Rzeczpospolita lengyel végekre összpontosított hadereje lényegében teljes egészében megsemmisült, a nyugatra, Volhínia és Galícia felé vonuló Hmelnickijt lelkesedéssel fogadták a parasztok, és egyre nagyobb tömegek csatlakoztak a felkeléshez, valamint a kozákok nagyszámú katonát tudtak toborozni Havasalföldről, a hódoltságból és Moldvából. A sorozatos győzelmek kiszélesítették a kozákok külpolitikai lehetőségeit. Szövetségüket a Krímmel megerősítették a Portán, akiknek jelentős részt ígértek a Rzeczpospolita területéből. Az eddig a lengyelek és törökök között „hintapolitikát” folytató moldvai vajda, Lupu is támogatásáról biztosította Hmelnickijt.
A hetman időközben egészen Lwów városáig nyomult előre, és ostrom alá vette a kereskedővárost. Húsz napi ostrom után, jelentős váltság fejében azonban beszüntette a város elleni rohamokat. Néhány nappal később az egyik legjobban védett erőd, Zamość ellen vonult. Az erőd alá való érkezéssel lényegében az ukránok felszabadítása, a kozák-paraszt szövetség funkcionalitása és a kozák-tatár külpolitikai háttér biztosítása megvalósult. Hmelnickij célja azonban még ekkor sem a teljes elszakadás, hanem a kozákság és parasztság sérelmeinek orvoslása, és a korábbi privilégiumok visszaállítása volt.

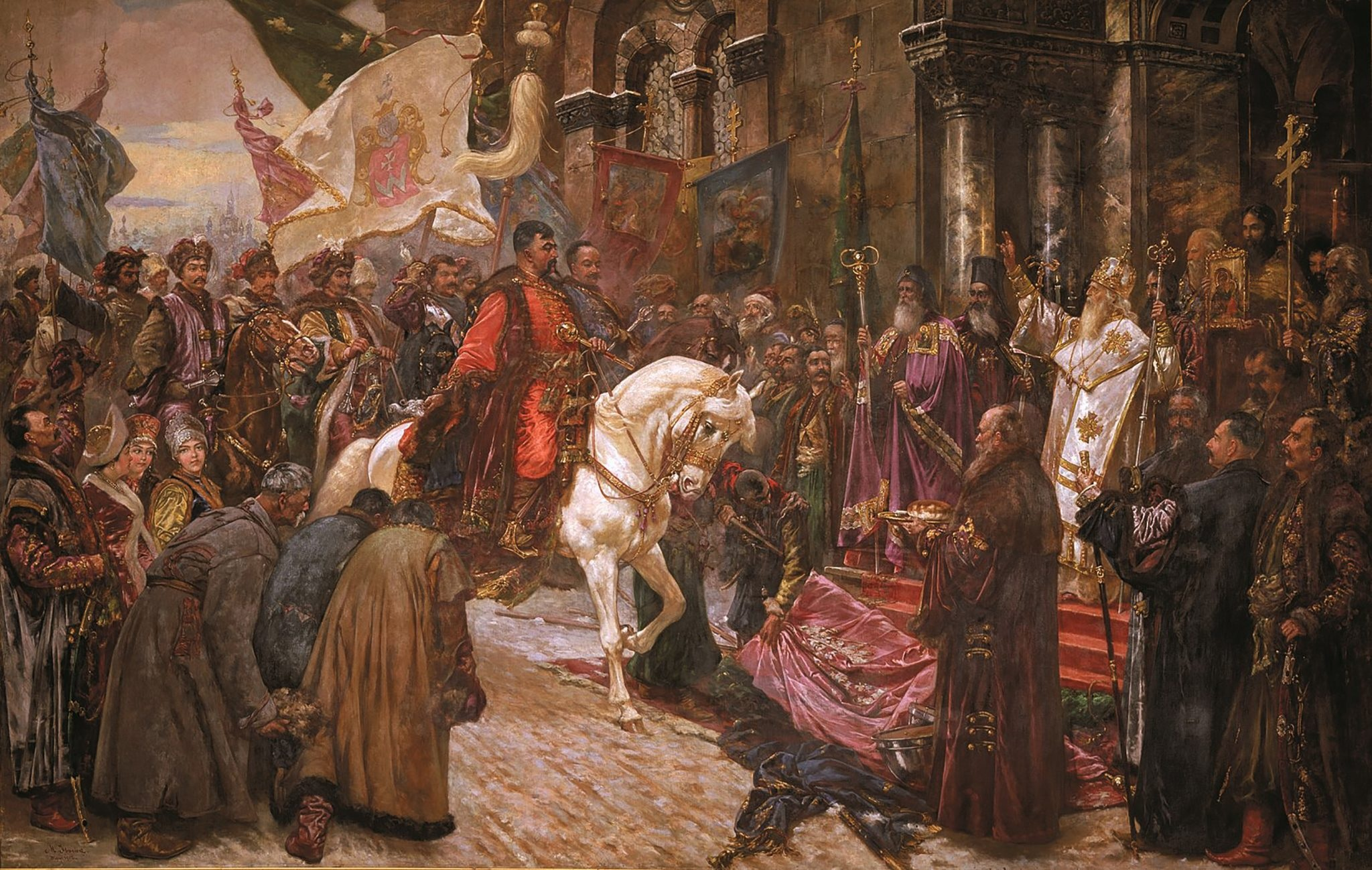
Bohdan Hmelnickij kijevi bevonulása

Október 24-én összeült a királyválasztó szejm, amelyen kozák követek is részt vettek. Hmelnickij egy, a szenátoroknak címzett levelében kifejtette, hogy csakis János Kázmér királyságát hajlandó elismerni, amennyiben más jelöltek választanak, tovább folytatja harcát. November 17-én a szejm megválasztotta János Kázmért, a kozákok lelkesedéssel fogadták a döntést. A lengyelek részéről ígéretet kapott Hmelnickij, hogy a következő szejm napirendre tűzi a privilégiumaik kiszélesítésének kérdését.
1648 decemberében a hetman Kijevbe vonult szinte „győzelmi menetben”, ahol a kijeviek Mózesként fogadták őt. A fellelkesült légkörben megváltoztak Hmelnickij tervei. A lengyel meghatalmazottakkal 1649. március 6-án egy provizórikus egyezményt kötött, melynek szinte minden feltételét a hetman diktálta. Az ukrán „állam” határait a kijevi vajdaság területével egyenlőnek rögzítették. Az egyezmény tartalmazta az ortodox egyház elsőbbségét, a görög katolicizmus eltörlését és a lajstromozás elhalasztását is. Ezeken felül Hmelnickij eltávolíttatta tisztségéből Wiśniowieckit. A neves ukrán történész Holobuckij szerint az így létrejött ténylegesen független Ukrajnát, melynek élén a hetman és a kozák sztarsina áll, joggal nevezhetjük hetmanságnak.

### Úton a „kozák állam” létrejötte felé
1649 tavaszán a lengyelek támadást indítottak a kozákok ellen. 25 ezres főseregük maga a király, János Kázmér vezetésével Volhínián keresztül, a Wiśniowecki vezette 15 ezer fős sereg Galícián át vonult Hmelnickij ellen. A 80 ezer főtt számláló kozák-tatár-török csapatok, Zbarazs erődjénél vették ostrom alá az ott állomásozó lengyel csapatokat. A jelentősebb erők bevetésével a hetman azonban még várakozott, ugyanis kitudódott, hogy a király a fősereggel Zbarazs segítségére vonul. A kozákok meglepetésszerű támadással elsőként a fősereget kívánták legyőzni.
A közel 34 ezer főt számláló, a nemesi felkelés csapataival is kiegészített lengyel sereget a kozákok Zborównál bekerítették. A totális vereségtől csupán a király és kancellárja, Ossoliński diplomácia ügyességének köszönhetően menekültek meg a lengyelek. Hmelnickij háta mögött tárgyalásokba kezdtek III. Iszlám Giráj kánnal.
Hmelnickij belátta, hogy ilyen feltételek mellett nincs értelme a harcot tovább folytatni, ezért 1649. augusztus 18-án (más források szerint augusztus 7-én) aláírták a zborówi lengyel–kozák egyezményt. A szerződés értelmében a lajstromozott kozákok számát 40 ezer főben állapították meg, a lajstromba vettek visszakapták 1638-ban elvesztett jogaikat. A hetman birtokának Csihirint jelölték ki. Ukrajnában a tisztségeket csak ortodox vallású ember tölthette be, az ortodox metropolita pedig helyet kapott a szenátusban. Az egyezmény legfontosabb pontja az autonómnak tekintett Kozák-Ukrajna kialakítása a Kijevi, Csernyigovi és Braclavi vajdaságból. Az érintett vajdaságokban sem királyi, sem nemesi haderő nem tartózkodhatott. A felkelés résztvevői amnesztiában részesültek, ugyanakkor a parasztoknak vissza kellett térniük földesuraik földjére.
A „zborówi kompromisszum” egyik felet sem elégítette ki igazán. A lengyelek szerint túl sokat engedtek, az ukránok ugyanakkor lényegesen többet szerettek volna. Egyre inkább kiéleződött a kozák sztarsina és a cserny ellentéte is. A legfeszültebb helyzet a braclavi ezredben bontakozott ki, ahol az ezredhez tartozó cserny felkelt a kozák vezetés ellen, amihez hamarosan csatlakozott Danyilo Nyecsaj is. Mellette több kozák vezető is elégedetlenségének adott hangot, többek között Krivonosz és Gladkoj.
Hmelnickij tisztában volt azzal, hogy a parasztság részvétele is közrejátszott a hadi sikereiben, ugyanakkor törekedett a zborówi egyezmény betartására, mert azt fontosnak tartotta a kozák állam létrehozásának folyamatában. A feszültség enyhítésének céljából a 40 ezer helyett egy 50 ezer főt számláló jegyzéket állított össze, valamint fia, Timofej parancsnoksága alatt egy 20 ezer fős, részint moldvaiakból álló önkéntes, kiegészítő sereget is szervezett (ekkor a török zsoldosokat nagyrészt elbocsátotta). A hetman ugyanakkor tisztában volt azzal, hogy ezek a lépések nem számolják fel a problémákat, feszültségeket, csupán elodázzák azok felszínre kerülését.

### Az első jelentős lengyel sikerek
A nemzetközi kapcsolatok egyre fontosabb szerepet kezdtek betölteni mindkét fél taktikájában. Igyekeztek diplomáciai úton elszigetelni ellenségüket minden lehetséges módon.
A lengyelek a legaggasztóbb tényezőnek az ukrán–orosz viszony közeledését látták, ezért elsődleges céljuk Moszkva és Hmelnickij viszonyának megmérgezése volt. A lengyel küldöttek a kozák–krími szövetségben rejlő veszély felnagyításával igyekeztek ellenük fordítani az oroszokat. Emellett kihangsúlyozták saját példájukat, hogyan fordult ellenük saját alattvalójuk.
Hmelnickij kapcsolata a portával az 1650–1651-es években kedvezően alakult. 1650 áprilisában a hetman a Zaporozsjei Had fölé török védnökséget kért, amely 1651-re realizálódott. A kozák–krími kapcsolatokban kisebb megtorpanást eredményezett, hogy a kozákok nem támogatták a kán Moszkva elleni ambícióit. Hetmani javaslatra azonban III. Iszlám Giráj Moldva ellen vonult. Hmelnickij számára a casus bellit Lupu vajda lengyelorientációja adta. Egy jelentős kozák’krími sereg 1650 őszén lerohanta Moldvát, a hetmannak pedig sikerült keresztülvinnie, hogy a vajda lányát, Roxandát összeházasítsa fiával, Tyimofejjel.
A moldvai rajtaütés aggodalmat szült a Rzeczpospolitában, emiatt egyre többen szorgalmazták egy esetleges preventív háború szükségességét. 1651 januárjában a lengyel király elrendelte a nemesi felkelést. A lengyel csapatok – Kalinowski és Lanckoroński hetmanok vezetésével – februárban átlépték a braclavi vajdaság határát, és összecsaptak az Ivan Bohun és Danyilo Nyecsaj vezette kozák erőkkel. Hmelnickij Alekszej Mihajlovicshoz fordult támogatásért, aki ígéretet tett arra, hogy – bár katonailag nem támogathatja – betartatja a lengyel uralkodóval a zborówi béke rendelkezéseit. Amennyiben viszont erre nem hajlandó, akkor a cár védelmébe veszi a Zaporozsjei Hadat. A cár mellett felkereste II. Rákóczi György erdélyi fejedelmet, aki segítségnyújtásra csak Krakkó kozákok általi megszállása után volt hajlandó, ugyanis tartott egyrészt az osztrákoktól, másrészt a törököktől, valamint a moldvai fejedelem megtorlásától is.

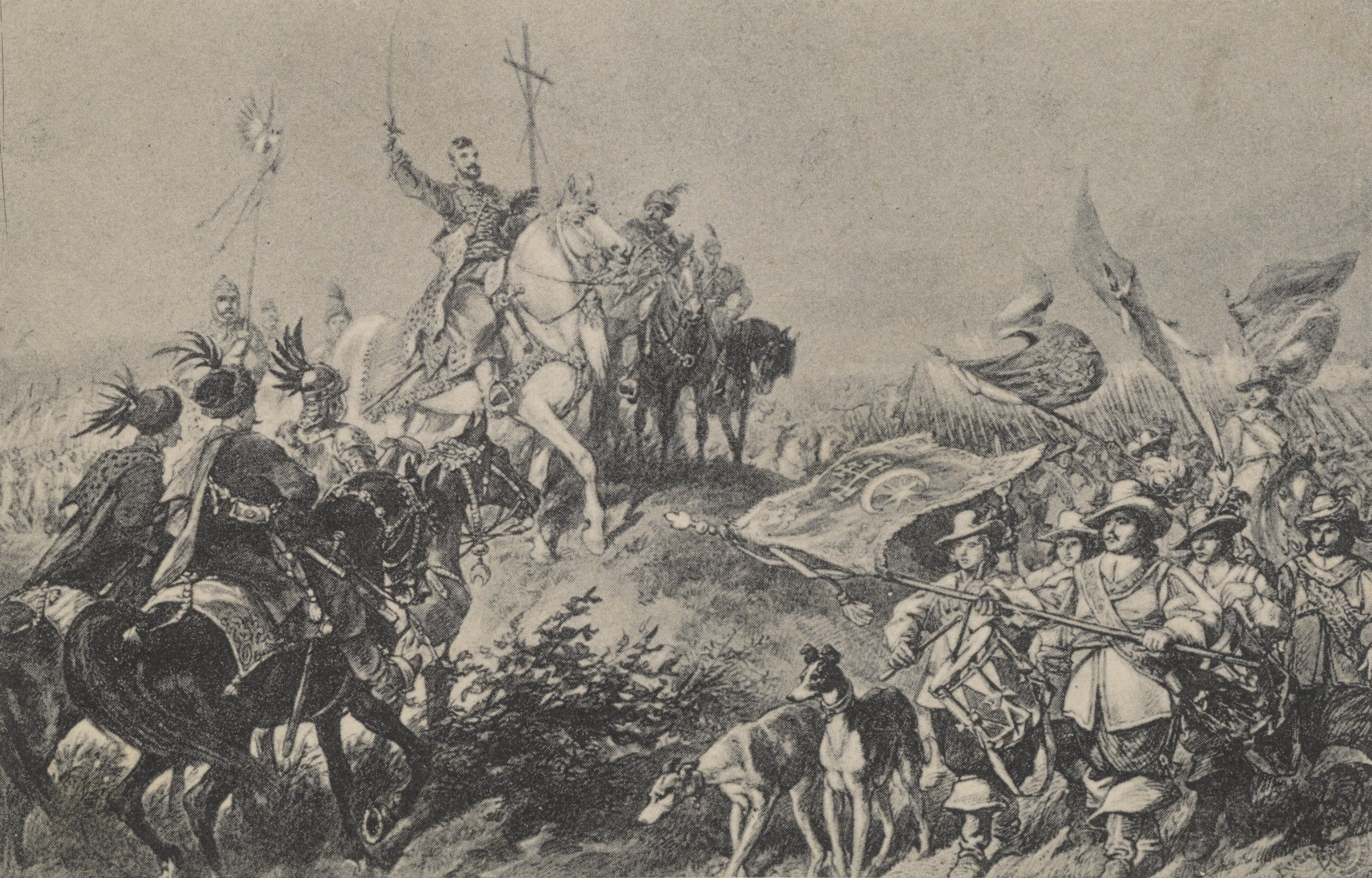
A beresztecskói csata

1651. június 28–30-án került sor a döntő ütközetre Beresztecskónál. Két rendkívül nagy létszámú sereg ütközött meg egymással; a 150 ezer fős lengyel sereg 20 ezer – a 30 éves háborúban is harcolt – német zsoldossal egészült ki, de feljegyzések szerint a lengyeleknél szolgáltak nagy számban ukrán, cseh, magyar, tatár, román és török katonák is, elsősorban mind zsoldosok, kisrészt önkéntesek. A Rzeczpospolita nagyszámú erőivel hasonló méretű kozák–krími sereg állt (100 ezer kozák, 50 ezer tatár lovas, több ezer Oszmán Birodalom-beli zsoldos) szemben. A csata a kozákok tragikus vereségével ért véget. A kimenetelt döntően befolyásolta az a tény, hogy a kán a döntő pillanatban visszavonta csapatait, és elfogatta Hmelnickijt. A hetman távollétében Filon Dzsalalij vezette a csapatokat, és kisebb sikerként könyvelhette el, hogy sikerült kitörnie a lengyelek bekerítéséből. Ez a siker azonban nem befolyásolta a csata kimenetelét, ugyanis a kozákok között pánik tört ki, aminek következtében közel 30 ezren estek el a lengyel támadás után.
Tetőzte a kozákok helyzetét, hogy augusztus 4-én Radziwiłł elfoglalta Kijevet. Hmelnickij szabadulása után Belaja Cerkovnál sorakoztatta fel seregét, ahol a szeptember 24–25-én zajlott heves, de eldöntetlen összecsapás arra késztette mindkét felet, hogy megegyezést keressenek.
A szeptember 28-án életbe léptetett szerződés lényegesen kedvezőtlenebb volt Hmelnickij számára, mint a Zborównál kötött egyezmény. A belaja cerkovi megállapodás értelmében a lajstromba vett kozákok számát 20 ezerre csökkentették, területük a Kijevi vajdaságra szűkült, míg a Csernyigovi és a Braclavi vajdaságba vissza kellett engedniük a lengyel hatóságokat és földesurakat. A Rzeczpospolita felszámolta a Zaporozsjei Had külpolitikai önállóságát, megtiltotta mindenféle külkapcsolat ápolását. Az ukrán parasztok és a lajstromba nem vett kozákok, hogy elkerüljék az újbóli függést, Moszkva irányába menekültek, ahol szívélyes fogadtatásban részesültek, és megalakíthatták saját kozák rendszerüket, amellyel lefektették az úgynevezett Szlobozanscsina alapjait.
A Belaja Cerkov-i egyezmény – hasonlóan a zborówihoz – nem oldotta meg a problémákat. Eredményeként hivatalosan sem béke, sem hadiállapot nem állt fenn az ukránok és lengyelek közt, ugyanakkor mindkét fél a harcok folytatására készült.
A háború újbóli fellángolására a casus bellit Vasile Lupu moldvai vajda szolgáltatta, aki a Rzeczpospolitához fordult segítségért, hogy megakadályozhassa lánya és Tyimofej házasságát. A kozák fősereg – élén magával Tyimofejjel – 1652 májusában a vajda ellen vonult. A lengyelek is szerették volna védnökségük alá vonni Moldvát, ezért Kalinowski vezetésével 30 ezer fős sereget küldtek Podóliába. A két sereg Batohnál ütközött meg, 1652. június 2-án a lengyel had teljesen megsemmisült. Lupu vajda továbbra sem kívánta a frigy létrejöttét, azonban miután minden próbálkozása kudarcot vallott, augusztusban megtörténhetett az esküvő. Egy évvel később azonban a moldvai bojárok – havasalföldi és erdélyi támogatással – fellázadtak Vasile Lupu ellen. Az események tetőpontja Szucsava ostroma volt, mely közben 1653. szeptember 15-én Tyimofej meghalt. Ez az esemény végeredményben pontot tett Hmelnickij moldvai orientációjára. A hetmant mélységesen megrázta fia halála, azonban nem volt lehetőség mélyen elmerülni a gyászban, ugyanis szeptember végén egy 12 ezer fős lengyel sereg vonult Braclavba Stefan Czarnecki vezetésével. Hmelnickij – kiegészülve tatár és doni kozák, török és román egységekkel – támadást indított a Zsvanec mellett állomásozó lengyelek ellen, de a tatárok ismét hátat fordítottak neki, és békére kényszerítették. A békekötés lényegében az 1649. évi zborówi egyezmény rendelkezésein alapult. A kán többedszeri árulásából okulva Hmelnickij elhatározta magát a külpolitikai irányváltásra. 1653. október 1-jén a zemszkij szobor elhatározta, hogy az egész Zaporozsjei Hadat a cár „magas uralkodói keze alá” veszi.

### A perejaszlavi szerződés
A 250 fős moszkvai delegáció 1653 decemberének végén érkezett Ukrajnába Vaszilij Buturlin bojár vezetésével. Hmelnickij 1654. január 18-án az Uszpenszkij templom előtt a nyílt népi radához szegezte a kérdést: „…velünk együtt válasszatok uralkodót a négy közül, akit akartok. Első a török szultán, aki sokszor hívott bennünket uralma alá; a második a krími kán; harmadik a lengyel király; negyedik a Nagy-Oroszország uralkodója, Alekszej Mihajlovics cár és nagyfejedelem… válasszatok, akit akartok”. A hetman részletesen kifejtette, hogy az első két jelölt eltérő vallású, a lengyel király pedig ellenségesen viszonyult Ukrajnához. Valós támogatásra és segítségre csak Alekszej Mihajlovics cártól számíthatnak. A rada egyöntetű állást foglalt Moszkva mellett.
A rada berekesztése után a perejaszlavi ezred kancelláriáján Buturlin átnyújtotta a hetmannak a cár befogadó okmányát. Az ünnepélyes ceremónia az Uszpenszkij templomban folytatódott, ahol Isten színe előtti eskütétellel kívánták megerősíteni a szerződést. Az eskütétel azonban nem zajlott zökkenőmentesen, ugyanis Hmelnickij – a lengyelekkel kötött szerződésekhez szokva – úgy gondolta, hogy bilaterális eskütételre fog sor kerülni. Az esküje után szerette volna, ha a cár ígéretet tesz arra, hogy megvédi Ukrajnát a lengyelektől, és tiszteletben tartja jogaikat és privilégiumaikat. Buturlin kategorikusan elzárkózott az eskütől, hiszen a cár senkinek sem az alattvalója, nem tesz ilyen esküt, mert az ő szava szent és megkérdőjelezhetetlen. Ennek a merev magatartásnak a hatására Hmelnickij és a kozák sztarsina kivonultak a templomból, hogy tanácskozzanak a kialakult helyzetről. Arra jutottak végül, hogy egy lényegében formalitási kérdés miatt nem kockáztatják a cár jóindulatát, ezért visszatértek a templomba, ahol letették az egyoldalú esküt. Ezen és a következő napon 284-en fogadtak örök hűséget – a Biblia és a feszület megcsókolásával – a moszkvai küldöttség előtt.
A hetmani beiktatás a hatalmi jelvények átadásával történt meg. Buturlin átnyújtotta a Zaporozsjei Had új zászlaját, a jogart helyettesítő buzogányt, a kaftánt, majd az okosságot, bölcsességet jelképező sapkát.

## Következmények
A perejaszlavi szerződés azonnali változást eredményezett a kelet-európai szövetségi rendszerekben. A térség államai között fennálló stabilitást megbontotta az ukrajnai kozákság cári kötelékbe kerülése, amely nagymértékben megnövelte az orosz hadsereg hadipotenciálját. Az orosz-ukrán szövetség arra késztette a Krími kánságot – a tatár-orosz tradicionális ellentét okán –, hogy szakítson a kozákokkal és szorosabbra fűzze a viszonyt a Rzeczpospolitával.
Az orosz előretörés Ukrajnában pedig az orosz-török ellentétek újbóli kiéleződését vonta maga után. Az Oszmán Birodalomnak már a 15. század vége óta nem voltak közömbösek a kelet-európai ügyek és Moszkva felfelé törekvése korántsem tetszett, részben mert a tatár területeket meghódította a Kaukázus és a Volga mentén, ezzel fenyegette már a krími kánságot, másrészről Moszkva Konstantinápoly eleste után egyre inkább az ortodoxok központja lett és a Balkán ortodox vallású népei szívesen vették volna, ha az oroszok űzik el a törököket hazájukból.